# Пупезень
Пупезень, Пупезені (рум. Pupezeni) — село у повіті Галац в Румунії. Входить до складу комуни Белешешть.
Село розташоване на відстані 220 км на північний схід від Бухареста, 77 км на північ від Галаца, 120 км на південь від Ясс.

## Населення
За даними перепису населення 2002 року у селі проживали 273 особи, усі — румуни. Усі жителі села рідною мовою назвали румунську.